# Lübkowsee
Lübkowsee är en insjö i det nordtyska förbundslandet Mecklenburg-Vorpommern. Sjön är belägen öster om byn Schwichtenberg som tillhör kommunen Galenbeck i distriktet Mecklenburgische Seenplatte.